# Krzysztof Sowiński
Krzysztof Sowiński (Łódź, 19 de març 1948 - 25 de gener 2022) va ser un director de cinema i guionista polonès. Membre de l'Associació de Cineastes Polonesos.

## Biografia
El 1969 es va llicenciar en dret a la Universitat de Łódź, i el 1977 a la Facultat de Direcció de l'Escola Estatal de Cinema, Televisió i Teatre Leon Schiller a Łódź Va publicar dos llibres: "Esplanade", publicat a Łódź, i la seva seqüela "Poste restante". Va dirigir una galeria d'art a Łódź.

## Filmografia
- 1987 – Pantarej (llargmetratge) – direcció, guió
- 1985 – Wakacje w Amsterdamie (llargmetratge) – direcció, guió
- 1984 – Zakochani w folklorze – Rzeszów 83 (documental) – direcció, guió
- 1982 – Promień (llargmetratge) – direcció, guió
- 1978 – Zapowiedź ciszy (llargmetratge) – direcció
- 1976 – Siła bezwładu (estudi escolar) – direcció, guió
- 1975 – Oni (estudi escolar) – direcció, guió
- 1975 – Przypowieść (estudi escolar) – direcció, guió

## Premis i distincions
- 1975 - Menció honorífica al Festival PWSFTviT Estudis per "Przypowieść"